# Theodor Wulf
Theodor Wulf (ur. 28 lipca 1868 w Hamm, zm. 19 czerwca 1946 w Hallenbergu) – niemiecki fizyk, jezuita, jeden z pierwszych badaczy promieniowania w atmosferze ziemskiej.

## Życiorys
Theodor Wulf został księdzem jezuickim w wieku 20 lat, jeszcze przed rozpoczęciem studiów w dziedzinie fizyki u Walthera Nersta na uniwersytecie w Getyndze. Uczył fizyki w jezuickim Ignatiuskolleg w Valkenburgu w latach 1904–1914 oraz 1918–1935. Zaprojektował i zbudował elektroskop, mogący wykrywać zmiany pola magnetycznego (lub fale elektromagnetyczne). Odtąd naturalne źródła promieniowania mogły być wykrywane właśnie przy użyciu elektrometru. Wulf przewidywał, iż można ustalić ich położenie, gdyż w miarę oddalania się od źródła przyrząd będzie wskazywał mniejsze promieniowanie.
By sprawdzić tę hipotezę, w 1910 porównał odczyty promieniowania od podstawy aż do szczytu wieży Eiffla. Odkrył, że wbrew jego przewidywaniom wraz z wysokością poziom promieniowania wzrastał, a nie malał. Energia napływała spoza atmosfery ziemskiej, co zostało wykryte przez jego urządzenie. Jej źródłem było promieniowanie kosmiczne. Wulf przedstawił w piśmie Physikalische Zeitschrift dokładny opis przebiegu doświadczenia i wyniki pomiarów z wieży Eiffla. Wyniki zostały zaakceptowane przez świat nauki.

## Publikacje
- Uber den Einfluss des Druckes auf die elektromotorische Kraft der Gaselektroden. Physikalische Zeitschrift
- O promieniowaniu o dużej zdolności penetracji zawartym w atmosferze. Physikalische Zeitschrift
- Teoria względności Einsteina, 1921.
- Książka tekstów o fizyce, 1926.
- Badania elektrostatyki z użyciem uniwersalnego elektroskopu, 1928.
- Ruchy oscylacyjne, 1931.
- Pasmo elektrometrów, 1933.
- Składniki świata materialnego, 1935.